# Sol de Maig
El Sol de Maig (en castellà, Sol de Mayo) és un dels emblemes nacionals de l'Argentina i l'Uruguai, present a les seves banderes.
És una representació del déu del sol Inca, Inti. La versió que figurava en la primera moneda argentina i a la seva actual bandera conté setze llamps rectes i setze llamps ondulats intercalats que surten d'un sol amb rostre humà. Mentre que la versió que utilitza la bandera de l'Uruguai compte amb vuit llamps rectes i vuit ondulats, també intercalats.
La denominació "de Mayo" fa referència a la Revolució de Maig, ocorreguda en la setmana del 18 al 25 de maig de 1810, i que va marcar l'inici del procés d'independència d'Espanya dels actuals països que en aquell moment formaven el Virregnat del Riu de la Plata.

Sol de Maig de la Bandera de l'Argentina, 1818
Sol de Maig de la Bandera de l'Uruguai, 1828